# LTJ Bukem

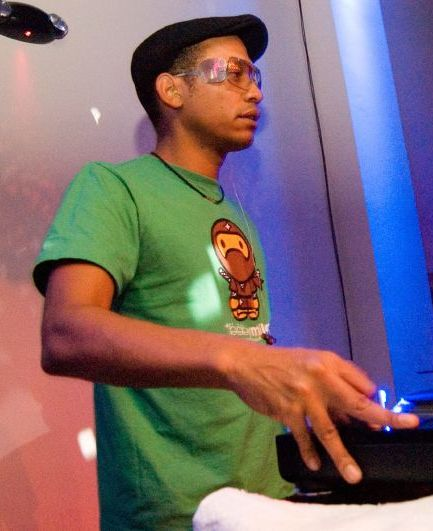
LTJ Bukem pinchando.

LTJ Bukem es el nombre artístico del músico, productor y DJ de drum and bass y jungle Danny Williamson (nacido en 1967 en Watford). Está considerado como uno de los pioneros de un subgénero del drum and bass conocido como intelligent drum and bass gracias a sus producciones y el material publicado en su sello, Good Looking Records. El nombre "LTJ Bukem" viene de la contracción de la expresión "EL DJ Book 'em". La primera parte es "El DJ" en castellano, mientras que "Book'em" (o "Book'em Danno") es el conocido eslogan de Steve McGarret, de la serie de televisión Hawaii Five-O. 

## Discografía
- Delitefol (publicado solo como white label Cat no. WIZ BUK 01)
- Logical Progression
- Demon's Theme / A Couple Of Beats
- DJ Biz - Losing track of time (LTJ Bukem mix)
- Teach Me To Fly
- Who Knows Vol 1
- Bang The Drums / Remnants
- Return to Atlantis
- Music / Enchanted
- 19.5 / 19.5 Reprisal
- Mixmag Live! Volume 21
- Logical Progression
- Progression Sessions
- Earth
- The Journey
- Mystical Realms EP
- Journey Inwards
- Suspended Space EP
- Producer 01
- Producer 05: Rarities
- Some Blue Notes Of Drum 'N Bass

Remixes
- Sweetness Michelle Gayle
- Feenin Jodeci (LTJ Bukem Remix 1995)
- Transamazonia The Shamen (LTJ Bukem Remix 1995)
- If I Could Fly Grace (LTJ Bukem Remix 1996)
- The Essence Herbie Hancock (LTJ Bukem Remix 2001)
- Duppy man Chase and Status (LTj Bukem Remix 2006)